# حیه کبیره
حیه کبیره (به عربی: حیة کبیرة) یک روستا در سوریه است که در ناحیه مرکز منبج واقع شده‌است. حیه کبیره ۲٬۶۲۲ نفر جمعیت دارد.